# Miki Uchida
Miki Uchida –en japonés, 内田美希, Uchida Miki– (Azuma, 21 de febrero de 1995) es una deportista japonesa que compitió en natación.
Ganó una medalla de bronce en el Campeonato Mundial de Natación en Piscina Corta de 2014, en la prueba de 4 × 100 m estilos. Participó en dos Juegos Olímpicos de Verano, ocupando el séptimo lugar en Londres 2012 y el octavo en Río de Janeiro 2016, en la prueba de 4 × 100 m libre.

## Palmarés internacional
| Campeonato Mundial en Piscina Corta | Campeonato Mundial en Piscina Corta | Campeonato Mundial en Piscina Corta | Campeonato Mundial en Piscina Corta |
| Año                                 | Lugar                               | Medalla                             | Prueba                              |
| ----------------------------------- | ----------------------------------- | ----------------------------------- | ----------------------------------- |
| 2014                                | Doha (Catar)                        | Medalla de bronce                   | 4 × 100 m estilos                   |